# Oleksandr Kasyan
Oleksandr Kasyan (tiếng Ukraina: Олександр Юрійович Кас'ян; sinh ngày 27 tháng 1 năm 1989) là một cầu thủ bóng đá người Ukraina. Anh thi đấu cho F.K. Baltika Kaliningrad.

## Sự nghiệp
Anh được triệu tập vào Đội tuyển bóng đá U-21 quốc gia Ukraina. Anh cũng mang quốc tịch Nga với tên Aleksandr Yuryevich Kasyan (tiếng Nga: Александр Юрьевич Касьян).